# Dominus et deus noster sic fueri iubet

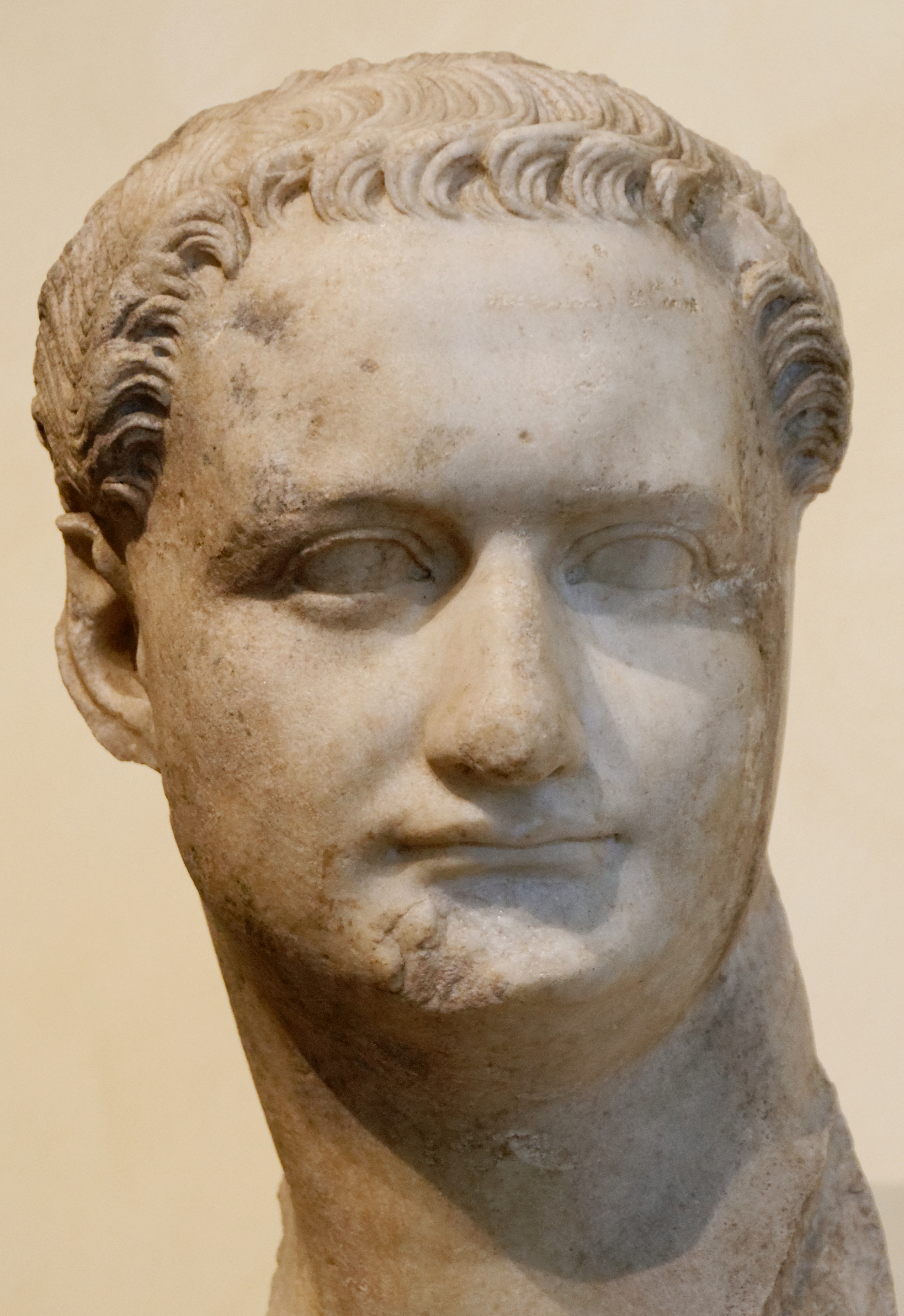
Римський імператор Доміціан, який вперше використав в тексті наказу вираз «Dominus et deus noster sic fueri iubet»

Dominus et deus noster sic fueri iubet —  латинський крилатий вислів. Перекладається «Так велить наш пан і бог».
Так можна сказати про наказ (наполегливе прохання) впливової або (іронічно) занадто пихатої людини.
Вперше цей вислів зустрічається у творі  Светонія «Життя дванадцяти цезарів». У цих словах відбилася схильність до самозвеличення, притаманна римському імператору Доміціану.

З не меншою гординею він почав якось урядовий лист від імені прокураторів такими словами: "Государ наш і бог велить (лат. Dominus et deus noster sic fueri iubet) … " — і з тих пір повелося називати його і в письмових і усних повідомленнях тільки так.

Від лат. dominus виводиться домінат — необмежена монархія, встановлена в Римі за правління імператора Діоклетіана. В результаті «лат. Dominus et deus» стало офіційним зверненням до імператора.